# Martin Meylin
Martin Meylin (1665 Renânia-Palatinado, então Prússia — 1749 (84 anos) Lampeter, Pensilvânia), foi um armeiro durante o período colonial dos Estados Unidos, mais conhecido por ter inventado a arma de Daniel Boone, o "Kentucky Long Rifle".

## Vida pessoal
Em 1710, Martin Meylin]] deixou Zurique e imigrou para Pequea, no que hoje é o condado de Lancaster, na Pensilvânia, junto com um grupo de outros menonitas. Ele recebeu 265 acres de terra do lote de 10.000 acres concedido por William Penn aos colonos do Palatinado.
As histórias locais afirmam que Martin Meylin era armeiro ou ferreiro, e que o filho de Martin Meylin, Martin Meylin (II) também praticava essas profissões. Como resultado, o registro histórico é difícil de analisar, pois nem sempre está claro qual Meylin está sendo referido em qualquer documento.

## O rifle americano
Martin Mylin, do condado de Lancaster, é tido responsável pela invenção do "long rifle" que mais tarde ficou conhecido como "American Rifle" "Pennsylvania Rifle" e também o "Kentucky Rifle" de fama de ser o preferido dos "pioneiros". O "long rifle" é considerado um desenvolvimento importante pelos colecionadores de armas, pois combinava características do rifle britânico, mecanismos de estilo germânico e incluía um cano particularmente longo para grande precisão. O resultado foi uma arma eficaz, "distintamente americana".